# Josef Mikyska
Josef Mikyska (ur. 12 lipca 1994 we Frýdlancie) – czeski hokeista.

## Kariera zawodnicza
- Bílí tygři Liberec U18 B (2007-2009)
- Bílí tygři Liberec U18 (2008-2011)
- Bílí tygři Liberec U16 (2009/2010)
- Bílí tygři Liberec U20 (2010-2014)
- Tatranskí Vlci (201/2012)
- HC Benátky nad Jizerou (2013-2018)
- Bílí tygři Liberec (2015, 2016-2018)
- HC Czeskie Budziejowice (2015-2016)
- HC Benátky nad Jizerou (2016-2018)
- Bílí tygři Liberec (2016-2018)
- HC Czeskie Budziejowice (2017/2018)
- EHC Freiburg (2018-2019)
- HK Dukla Trenczyn (2019-2020)
- HC Vítkovice (2020-2021)
- Sheffield Steelers (2021)
- HK Dukla Trenczyn (2021)
- EV Landshut (2021-2022)
- JKH GKS Jastrzębie (2022-2023)
- HC Dynamo Pardubice B (2023-)

Wychowanek klubu Bílí tygři Liberec. Grał w juniorskich zespołach kolejnych roczników. W barwach słowackiej drużyny Tatranskí Vlci występował w rosyjskich rozgrywkach juniorskich MHL. By zawodnikiem ekip z czeskiej ekstraligi i 1. ligi. Pod koniec listopada 2018 został zaangażowany do niemieckiego klubu EHC Freiburg. Sezon 2019/2020 rozegrał w barwach słowackiej Dukli Trenczyn, po czym przeszedł do czeskich Vitkowic. W marcu 2021 został wypożyczony do angielskiej drużyny Sheffield Steelers. Sezon 2021/2022 rozpoczął ponownie w Trenczynie, skąd w grudniu 2021 odszedł do niemieckiego EV Landshut. W połowie września 2022 ogłoszono jego angaż do JKH GKS Jastrzębie w Polskiej Hokej Lidze. Po sezonie 2022/2023 odszedł z JKH. Od sezonu 2023/2024 zawodnik HC Dynamo Pardubice B.
Był kadrowiczem reprezentacji Czech do lat 16, 17, 19 i 20.

## Osiągnięcia
Klubowe
- Srebrny medal mistrzostw Czech: 2017 z Bílí tygři Liberec